# پرچم هرفوردشر
پرچم هرفوردشر در پذیرفته شد.